# Останавливающие время
«Останавливающие время» (англ. Clockstoppers) — американский художественный фильм, снятый Джонатаном Фрейксом. Премьера фильма состоялась 17 марта 2002 года в США.

## Сюжет
В главной роли фильма подросток Зак Гиббс. Однажды он случайно находит среди вещей своего отца предмет, похожий на ручные часы. На самом деле, эти часы являются одним из прототипов научных исследований, проводимых по заказу правительства. Они способны переводить объект, на котором находятся, в «гипервремя» — заставлять его двигаться со скоростью в 25 раз выше обычной, тем самым «замедляя» окружающее время.
Обнаружив эту особенность, Зак и его друзья начинают развлекаться переходами в «гипервремя», используя своё преимущество над другими людьми. Однако вскоре создатели данной технологии узнают о том, что их разработка попала в чужие руки, в результате чего Зака и его близких начинают преследовать.

## Актёры
| Актёр               | Роль                 |
| ------------------- | -------------------- |
| Джесси Брэдфорд     | Зак Гиббс            |
| Френч Стюарт        | доктор Эрл Доплер    |
| Паула Гарсес        | Франческа де ля Круз |
| Майкл Бин           | Генри Гейтс          |
| Робин Томас         | доктор Гиббс         |
| Гарикайи Мутамбирва | Микер                |
| Джулия Суини        | Дженни Гиббс         |
| Линдзи Летерман     | Келли Гиббс          |
| Линда Ким           | Джей                 |
| Кен Дженкинс        | агент Мур            |